# 금호동 (서울)
금호동(金湖洞)은 대한민국 서울특별시 성동구의 동 이름으로, 법정동(금호동1가, 금호동2가, 금호동3가, 금호동4가)과 행정동(금호1가동, 금호2·3가동, 금호4가동)의 통칭이다.

## 개요
금호동은 아파트와 재개발추진 일반주택으로 구성된 주거 밀집지역으로 지하철 5호선 통과와 관내 중심지역을 관통하는 간선도로 확장공사로 지역 발전이 기대되는 성장 잠재지역이다. 금호동의 동명 유래는 옛날 이곳에서 선철을 녹여 무쇠솥, 농기구 등을 주조했으므로 ‘무쇠막’, ‘무시막’ 또는 ‘무수막’이라고 했는데, 이를 한자명으로 ‘수철리’(水鐵里)라 하였다. 수철리란 동명은 현 마포구의 신수동, 구수동도 수철리라 부르고 있어서 이와 구분하여 인근 주민들이 수철리의 철(鐵)에서 금(金)을, 수(水)에서 호(湖)를 인용하여 이곳을 ‘금호’, 또는 ‘동무수막’이라고 하였다. 조선시대에는 왕십리의 배추장수와 함께 무쇠골(수철리)의 솥장수가 유명하였고, 금호동2가 금호초등학교 주변 일대는 수철리 공동묘지였다. 조선초에는 한성부 성 아래 10리에 속했으며 1751년 영조 27년에 반포된 수성책자 《도성삼군문분계총록》에 의하면 한성부 남부 두모방(성외) 수철리계였으며 1894년 갑오개혁 때 남서(南署) 두모방(성외) 수철리계의 수철리동이 되었다. 1911년 5부 8면제를 실시하면서 두모방은 두모면이 되어 금호동은 경성부 두모면 수철리라 했으며 1914년 5부 8면제가 폐지되자 8면 중에 하나였던 두모면은 한지면에 병합되고, 금호동은 고양군에 편입되면서 한지면 수철리가 되었다. 1936년 경성부 구역확장에 따라 경성부에 편입되면서 금호정이라 하였으며, 1943년 구제도 실시에 따라 성동구에 소속되었다. 1946년 일제식 동명을 모두 없앨 때 금호동이라 했으며, 1964년 금호동을 1, 2, 3,4가로 분할하면서 오늘에 이르고 있다. 금호동은 성동구의 어느 동보다 지형의 기복이 심하고 경사가 많은 지대인데도 인구가 밀집되어 있다.
2008년 8월 11일 금호2가동과 금호3가동이 통합되어 금호2, 3가동이 되어 현재에 이르고 있다.

거북이의 리더 터틀맨이 사망한 곳으로 알려져 있다.

## 법정동
| 법정동    | 행정동      |
| --------- | ----------- |
| 금호동1가 | 금호1가동   |
| 금호동2가 | 금호2·3가동 |
| 금호동3가 | 금호2·3가동 |
| 금호동4가 | 금호4가동   |

## 교육
- 서울금북초등학교 (금호동1가)
- 서울금옥초등학교 (금호동4가)
- 서울금호초등학교 (금호동2가)
- 서울옥수초등학교 (금호동4가)
- 금호고등학교 (금호동1가)

## 교통
- ● 수도권 전철 3호선
  - 금호역
- ● 수도권 전철 5호선
  - 신금호역

## 명소
- 금남시장
- 백범학원터
- 달맞이공원
- 독서당공원

## 같이 보기
- 대한민국의 행정 구역